# Drupal
Drupal 是由德賴斯·布伊泰爾特创立的自由开源內容管理系统，用PHP语言写成。在业界，Drupal常被视为内容管理框架（CMF），而非一般意义上的内容管理系统（CMS）。
整套平台把所有內容視為一個「節點」 (node)，背後由大量「模組」 (module) 控制其顯示、修改、排列、分類等方式。這種設計令 Drupal 不只可以建立普通的博客網站，配合適當組件，控制內容顯示及處理權限的方式，馬上能變成論壇、Wiki、社區網絡。截至2013年10月，Drupal的社群已編寫了超過23,855個模块（module）。
Drupal 雖然配有強大功能，但不少用戶批評其使用介面複雜、違反直覺、設定分布容易惹人混亂。2010年 Drupal 7 的測試版推出，介面引入 WordPress 的儀表板 (Dashboard) 元素，集中改善系統介面，但不少版型 (theme) 及模組 (module) 在當時仍未推出 7.0 版本配合。每次 Drupal 有重大更新時，不少舊的配件未能成功過渡，這也備受诟病。
然而，Drupal 的功能由於極具彈性，而且其運作環境能讓編程人員較易作大幅改動，建立出大量嶄新功能，令其備受歡迎。至2012年9月，全球約有 2.2% 的網站由 Drupal 製作，佔所有內容管理系统的 7%。至2019年4月，全球约有 1.9% 的网站由 Drupal 制作，占所有内容管理系统的 3.4%。

## 歷史
源自由 Dries Buytaert 所開發的一套社群討論軟體。今天，它已經成為很多網路流量很高的網頁，包括美國白宮 (Whitehouse.gov)、The Onion、Ain't It Cool News、Spread Firefox、Ourmedia、KernelTrap、NewsBusters 等等。它特別常見於社群主導的網站。
Drupal 是用 PHP 寫成的，在2008年2月，組織方面釋出的穩定版為6.0；在2011年1月，組織方面釋出的穩定版為7.0

## 相关会议/活动

### DrupalCon
DrupalCon 是目前 Drupal 界最大型的世界级会议，每年举行两届。
Drupal 協會於每屆 DrupalCon 均會向若干名用家頒贈獎學金，以表彰他們對 Drupal 社群所作出的貢獻。

## 运行环境
Drupal可用于Unix/Linux（推荐）和Windows操作系统，并支持部署在Apache（推荐）、Nginx、IIS等Web服务器上。支持MariaDB（推荐）、MySQL、PostgreSQL、SQLite等数据库。

## 外部連結
- 官方网站
- 维基共享资源上的相關多媒體資源：Drupal